# Planes 2 - Missione antincendio
Planes 2 - Missione antincendio (Planes: Fire & Rescue) è un film d'animazione del 2014 diretto da Bobs Gannaway, sequel di Planes.

## Trama
Dusty Crophopper, il campione aereo più famoso del mondo, scopre che gli ingranaggi della sua trasmissione sono prossimi al cedimento precoce a causa delle enormi sollecitazioni a cui sono sottoposti per via delle modifiche al motore che ne hanno aumentato la potenza oltre i limiti di progetto per essere competitivo nelle gare; non è possibile intervenire in alcun modo in quanto il componente non viene più prodotto, e ogni volta che spingerà a tutto gas, portando la coppia oltre un certo limite, rischierà la rottura catastrofica e di conseguenza di perdere il controllo e schiantarsi, quindi la meccanica Dottie è costretta a installargli un allarme per limitare la coppia all'80% del valore nominale. Per questo motivo Dusty non potrà più gareggiare: la sera stessa, al bar di Propwash Junction, tutti parlano di questo fatto. Dusty nel mentre prova ad alzarsi in volo, ma quando raggiunge il limite di coppia del motore si distrae, va a sbattere contro un traliccio, precipita e finisce su una stazione di servizio, provocando un'esplosione da cui si scatena un incendio. Interviene allora Mayday, il pompiere cittadino, che però, a causa di alcune perdite nei tubi dell'acqua, non riesce a domare l'incendio normalmente. Mayday allora propone di spegnere le fiamme demolendo un silo pieno d'acqua. L'operazione ha successo, ma il giorno dopo l'aeroporto di Propwash viene chiuso da un agente dell'FAA per il mancato rispetto delle norme di sicurezza, in quanto nella struttura vi è un solo pompiere, oltretutto vecchio e poco efficiente. Dusty, sentendosi in colpa per l'accaduto, va a parlare con Mayday e decide, per contribuire alla salvezza dell'aeroporto, di rinunciare alle corse e diventare anche lui un pompiere. Mayday, che dal canto suo si potenzierà con una sirena e un getto d'acqua più potenti e un serbatoio più grande, gli dice di recarsi alla caserma del corpo antincendio del Parco Nazionale di Piston Peak e di chiedere del suo amico Blade Ranger, che potrà addestrarlo ed abilitarlo a questo scopo.
Dusty va alla caserma e conosce il gruppo di pompieri che vi lavora, formato da Vento di Tuono, un elicottero Sikorsky S-64 Skycrane dalla probabile origine indiana, Dipper, una simpatica Canadair (più specificatamente un Grumman G-73 Mallard), un gruppo di veicoli fuoristrada chiamati "Saltatori" e Cabbie, un cargo militare Fairchild C-119 Flying Boxcar ex USAF. Il capo della squadra è proprio Blade Ranger, elicottero da traino ispirato ai modelli Bell 206 JetRanger e AgustaWestland AW169, nonché ex star televisiva riciclatosi come pompiere. Il meccanico Maru monta a Dusty due scafi al posto dei carrelli; Dusty, poi, ha l'opportunità di vedere la squadra al lavoro. La sera stessa i pompieri si radunano in segreto, per non attirare l'attenzione di Blade e fanno vedere a Dusty un episodio della serie che vedeva come protagonista Blade, insieme al suo amico Nick "Loopin'" Lopez, intitolata "CHoPs".
Un giorno i pompieri vengono invitati dal vanitoso ed egoista sovrintendente Cad Spinner, il proprietario di Piston Peak, ad una festa per la riapertura del parco, nel quale è stato costruito un lussuoso albergo (lo stesso Cad è malvisto dai pompieri in quanto ha dirottato i fondi destinati alla base antincendio proprio per poter completare i lavori dell'hotel).
L'addestramento per Dusty procede duramente; il protagonista inizialmente non rivela a Blade il suo problema meccanico, ed il suo eccesso di fiducia che gli deriva dai successi nelle competizioni gli crea problemi di disciplina, che si aggravano ulteriormente quando realizza che Dottie proprio non riesce a trovargli una trasmissione di ricambio. Quando il giorno dell'inaugurazione dell'hotel scoppia un incendio, Dusty rimane in avaria dopo aver tentato inutilmente di rifornirsi d'acqua in un torrente e gli attriti con Blade raggiungono l'apice: questi gli dice che per fare il pompiere occorre eseguire gli ordini e che quindi Dusty non ha la stoffa adatta e Dusty confessa di non poter usare tutta la potenza del suo motore. Blade allora lo convince a non arrendersi e i due trovano riparo dentro una grotta. Quando l'incendio è passato, Blade è rimasto danneggiato e non riesce più ad alzarsi in volo, quindi Dusty chiama i compagni in soccorso.
Maru, dopo aver riparato Blade, confessa a Dusty che, quando Blade era un attore, a un certo punto, mentre lui e Loopin' erano sul set, quest'ultimo precipitò a causa di una raffica di vento al traverso durante un "giro della morte" e Blade accorse ma non seppe cosa fare per salvarlo, quindi, devastato dalla perdita, decise di lasciare la carriera televisiva e di diventare pompiere per imparare realmente a salvare vite altrui.
Nel frattempo l'incendio si è esteso fino a minacciare l'intera valle e gli ospiti dell'hotel di Cad sono costretti a evacuare. Per nulla intenzionato a perdere il suo lussuoso albergo, Cad dirotta tutta l'acqua dell'acquedotto agli spruzzatori di emergenza della struttura, lasciando la squadra antincendio senza la possibilità di preparare altro ritardante per il fuoco. I pompieri fanno quello che possono per aiutare l'evacuazione, lavorando di notte in condizioni molto rischiose e quando Dusty scopre che Harvey e Winnie, due vecchi camper, sono rimasti intrappolati su un ponte in fiamme e vede Blade arrivare giusto in tempo per impedirgli di cadere con il suo verricello d'emergenza, decide di fare una mossa temeraria per salvarli, lanciandosi in una cabrata verticale per rifornirsi d'acqua lungo una cascata, spingendo il motore oltre il limite di sicurezza, per poi lasciarsi ricadere e spegnere le fiamme sul ponte, consentendo ai due camper di correre in salvo appena prima del crollo del ponte stesso. Proprio mentre Blade si complimenta con Dusty, la trasmissione del protagonista va in pezzi, grippando l'albero dell'elica e facendolo precipitare nel bosco. 
Dusty si risveglia dopo 5 giorni di incoscienza, completamente riparato e scopre con piacere che Maru è riuscito a ricostruirgli in officina la trasmissione quindi non avrà più problemi nello spingere il motore al massimo.
Il protagonista riceve così da Blade l'abilitazione che lo rende un pompiere certificato, Propwash Junction viene riaperto ed in occasione della manifestazione aerea locale, detta "Festa del Granturco", vengono invitati i pompieri di Piston Peak che stupiscono i presenti con le loro performance e acrobazie. Il Segretario dell'Interno degli Stati Uniti, che era tra gli ospiti dell'albergo di Cad Spinner, gli revoca la sovrintendenza della valle di Piston Peak per il suo comportamento e gli affida per punizione la gestione di un'area di parcheggio situata nella Valle della Morte.

## Personaggi
Squadra antincendio
- Dusty: protagonista del film, ispirato allo statunitense turboelica Air Tractor AT-502 e ai precedenti Piper PA-36 Pawnee Brave e Cessna 188, sempre di produzione statunitense e al PZL-Mielec M-18 Dromader prodotto in Polonia. È un ex campione di gare aeree acrobatiche che diventerà pompiere a causa di un danno alla trasmissione e per far riaprire l'aeroporto di Prophwash, chiuso per motivi di autorità in quanto provvisto di un solo pompiere, il vecchio Mayday. Doppiatore originale: Dane Cook
- Blade Ranger: un elicottero da traino capo della squadra antincendio e mentore di Dusty, ispirato agli elicotteri Bell 206 JetRanger e AgustaWestland AW169. Un tempo era un popolare attore televisivo e decise di lasciare tale mestiere per diventare pompiere dopo che non riuscì a salvare il suo amico e collega Loopin' da un incidente sul set. Doppiatore originale: Ed Harris
- Vento di Tuono: un Sikorsky S-64 Skycrane di origini nativo americane. È piuttosto taciturno e si dimostra in grado di percepire l'approssimarsi di un incendio ancor prima che venga diramato l'allarme. Prima di essere pompiere, era un boscaiolo. Doppiatore originale: Wes Studi
- Lil' Dipper: una simpatica aerocisterna ispirata ai modelli Canadair CL-415 e Grumman G-73 Mallard, grande fan di Dusty. Prima di essere pompiere, lavorava come aereo merci in Alaska. Doppiatrice originale: Julie Bowen
- Cabby: un Fairchild C-119 Flying Boxcar ex USAF. Trasporta i "Saltatori" in luoghi vicini agli incendi. Doppiatore originale: Dale Dye

- Saltatori

È la squadra di terra della squadra antincendio. Il gruppo è composto da:
- Dinamite: la leader del gruppo (voce originale: Regina King)
- Valanga, Blackout e Sgocciolo: dei bulldozer, Valanga è il più grosso e parla ad alta voce, Blackout è dotato di una sega circolare e Sgocciolo tende a fare l'esibizionista (voci originali: Bryan Callen, Danny Pardo e Matt Jones)
- Pigna: una paracadutista antincendio (voce originale: Corri English)

Altri personaggi
- Maru: un muletto. È il meccanico della squadra ed è in grado (dati gli scarsi fondi a disposizione) di riparare e ricostruire artigianalmente non soltanto pezzi di aerei ma anche elementi infrastrutturali della base come la torre di controllo. Doppiatore originale: Curtis Armstrong
- Cad Spinner: ispirato alla Cadillac Escalade. È l'antagonista principale del film. Egoista e vanitoso, è il sovrintendente ed il proprietario del parco di Piston Peak. Alla fine del film viene trasferito a gestire la Valle della Morte come punizione per aver tentato di salvare l'hotel di sua proprietà deviando l'acqua verso gli spruzzatori del tetto ed impedendo alla squadra antincendio di avere abbastanza acqua per spegnere l'incendio. Doppiatore originale: John Michael Higgins

## Distribuzione
Il film è stato presentato in anteprima a Los Angeles il 15 luglio 2014 e tre giorni dopo è stato distribuito nelle sale statunitensi, in quelle italiane è uscito il 20 agosto preceduto da alcune anteprime il 13 dello stesso mese.

## Riconoscimenti
- 2014 - Premio BAFTA
  - Nomination Miglior film (premio dei bambini) a Roberts Gannaway, Ferrell Barron e Jeffrey M. Howard
- 2015 - Annie Award
  - Nomination Miglior storyboarding a Piero Piluso
  - Nomination Miglior montaggio a Dan Molina, Mark Keefer e Karen Hathaway
- 2015 - Behind the Voice Actors Awards
  - Nomination Miglior doppiaggio femminile a Julie Bowen
- 2014 - Hollywood Music In Media Awards
  - Nomination Miglior canzone in un film d'animazione (Still I Fly) a Windy Wagner, Smidi e Spencer Lee
- 2015 - International 3D & Advanced Imaging Society's Creative Arts Awards
  - Nomination Miglior film d'animazione in 3D

## Curiosità
- La scena in cui Dusty attraversa la spessa nube di fumo e la valle in fiamme ricorda la scena in cui l'aereo cargo attraversa le Hawaii nel film 2012 di Roland Emmerich.
- Ad Erik Estrada, protagonista della serie degli anni '80 CHiPs, è riservato un piccolo cameo dando la voce all'elicottero Nick "Loopin'" Lopez nella versione originale in inglese. Lo stesso nome della serie "CHoPs" è un riferimento al nomignolo colloquiale con il quale vengono apostrofati nel mondo aviatorio gli elicotteri, cioè "choppers" (o in breve, per l'appunto, "chops") per via del rumore caratteristico.
- All'inizio del film c'è una dedica con scritto "a tutti i pompieri che ogni giorno rischiano la vita per salvare altre persone".
- I "saltatori" ("Smokejumpers") esistono realmente, principalmente negli Stati Uniti e Canada. Sono squadre di pompieri altamente specializzati con grandi conoscenze degli ambienti selvatici che vengono paracadutati nelle vicinanze di un incendio assieme a viveri ed equipaggiamento per mettere in atto azioni di contrasto immediato ad un incendio in completa autonomia per almeno 48 ore.
- Quando i saltatori si lanciano con il paracadute dalla stiva di Cabby, avviene un ironico scambio di battute tipico del mondo paracadutistico pressoché intraducibile in italiano: Cabby rivolto ai saltatori dice di non comprendere perché vogliano "saltare dalla pancia di un aereo bello come me", al che Dinamite risponde "Perché fai troppe puzzette". In originale sarebbe Why you wanna jump out of a perfectly good airplane? ovvero "Perché volete saltare [con il paracadute] da un aereo perfettamente funzionante?" (riferendosi ironicamente al fatto che in genere ci si lancia fuori con il paracadute da un aereo in avaria che sta precipitando), mentre la risposta di Dinamite è: We are not, we are jumping out of you, che si può tradurre all'incirca come "No, ci stiamo lanciando da te [che non lo sei]" come a volerlo prendere in giro mettendo in dubbio la sua conclamata integrità meccanica.